# Arthrolips nitidus
Arthrolips nitidus is een keversoort uit de familie molmkogeltjes (Corylophidae). De wetenschappelijke naam van de soort werd in 1894 gepubliceerd door Andrew Matthews.